# Mårten Trotzig (1646–1706)
Mårten Trotzig d.y. född 1646, död 23 maj 1706 i Linköping, var en svensk landshövding och krigsråd.

## Biografi
Mårten Trotzig föddes 1646. Han var son till direktören Johan Trotzig (1597–1647) över styckgjuteriet i Falun och Gertrud Hoghusen. Trotzig blev i juni 1654 student vid Uppsala universitet och blev 1674 kammarskrivare i kammarkollegiets första avräkningskontor. År 1675 blev han fältkassör vid huvudarmén och 1682 hovkamrerare hos drottning Ulrika Eleonora. Han adlades 21 oktober 1684 till Trotzig och introducerades 1686 i Sveriges Riddarhus som nummer 1067. Trotzig blev 1687 krigsråd och 16 januari 1702 landshövding i Östergötlands län. Ätten Trotzig upphöjdes till friherre 19 maj 1705 och han upphöjdes till friherre. Trotzig avled 1706 i Linköpings församling och begravdes i Linköpings domkyrka.
Trotzig var Karl XI:s krigskassör under Skånska kriget 1675.

### Familj
Trotzig gifte sig 4 januari 1685 med Barbro Leijoncrona (1661–1713), dotter av hovintendenten Johan Leijoncrona och Barbara Dorotea Crumbygel. De fick tillsammans barnen  Johan Trotzig (1685–1694), Mårten Trotzig (1690–1706) och kammarherren Christoffer Trotzig (1692–1740).